# Saigawa (Fukuoka)
Saigawa (jap. 犀川町, -machi) war eine Stadt im Miyako-gun in der japanischen Präfektur Fukuoka.

## Geschichte
Das Mura Saigawa (犀川村, -mura) entstand am 1. Februar 1905 aus dem Zusammenschluss der Mura Higashisaigawa (東犀川村, -mura, dt. Ost-Saigawa), Nishisaigawa (西犀川村, -mura, dt. West-Saigawa) und Minamisaigawa (南犀川村, -mura, dt. Süd-Saigawa).
Am 11. Februar 1943 wurde Saigawa zur Machi ernannt.
Am 30. September 1956 wurden die Mura Kii (城井村, -mura) und Irahara (伊良原村, -mura) eingemeindet.
Am 20. März 2006 schloss sich Saigawa mit Katsuyama und Toyotsu zur neuen Machi Miyako zusammen.

## Verkehr
- Straße:
  - Nationalstraße 496, nach Yukuhashi oder Hita
  - Nationalstraße 500, nach Beppu oder Tosu
- Zug:
  - Heichiku Tagawa-Linie, nach Yukuhashi oder Tagawa

## Bildung
In Saigawa befinden sich die Grundschulen Saigawa, Kamitakaya, Yanase, Kii und Irahara, sowie die Mittelschulen Saigawa und Irahara.